# Pro Evolution Soccer 2014
Pro Evolution Soccer 2014 (сокращенно — PES 2014) — мультиплатформенная видеоигра в жанре спортивного симулятора из серии Pro Evolution Soccer от компании Konami, является четырнадцатой в серии PES и одиннадцатой, выходящей на ПК. Официально игра была анонсирована 4 июня 2013 года. В Европе полная версия вышла 19 сентября 2013, в Великобритании 20 сентября, в Северной Америке 27 сентября, а в России 27-29 сентября.

## Геймплей
Созданная на основе знаменитого движка Fox Engine от Kojima Productions, игра включает новый уровень графики, который поможет воссоздать атмосферу футбольного матча и разнообразить игру в плане геймплейного процесса.
PES 2014 основан на 6 ключевых элементах, которые будут определять физику и будущее игры:
1. Настоящая физика мяча (англ. TrueBall Tech): PES 2014 будет акцентировать внимание со всем, что связано с мячом: как он двигается, и как им управляют (используют) футболисты. Физика мяча, антропометрические данные игрока (рост, вес, телосложение), скорость и высота полета учтены для реалистичной имитации атмосферы футбола.
2. Анимация движения и система стабилизации (АДСТ) (англ. Motion Animation Stability System (M.A.S.S.)): Футболисты также будут очень важной составляющей игры с АДСТ, которая будет влиять на физические контакты (борьбу) между игроками, столкновения, подкаты и на принятия искусственно интеллектуальных решений чтобы получить ещё большую свободу в игре играя в PES.
3. Эмоции (англ. Heart): Футбол — это все, что касается эмоций на футбольном поле и атмосферы, которую создают фанаты методом: пения, зажигания фаеров, петард и разнообразных перфомансов. Все это будет влиять не просто на атмосферу во время матча, а и на моральную составляющею футболистов и команды в целом. Наконец-то, фанаты станут 12 игроком как это есть в настоящем футболе. На футбольном поле, моральное состояние (плохое или хорошее), производительность, отдача игрока игре будет также влиять на команду в целом. Это может подействовать на общее моральное состояние команды или на отдельно взятых игроков со стороны партнёров, которые могут поддержать товарища по команде, если он делает что-то не так.
4. Индивидуальный стиль (англ. PES ID): Впервые представленный индивидуальный стиль (ИС) в PES 2013 насчитывал около 50 игроков. В PES 2014 число таких футболистов значительно увеличится, более того впервые будет реализована модель ИС команды.
5. Командная игра (англ. Team Play): С новым планом тактики и расстановки игроков наши фанаты получат ещё больше возможностей и свободы в ключевых участках поля с использованием 3-х или более игроков. То какие задачи поставите этим футболистам станет важным козырем в вашем рукаве для того чтобы обыграть соперника: игроки будут выполнять ваши указания для того чтобы использовать бреши в защите или полузащите оппонента, к примеру, делать различного типа забеги по кривой, а не прямой линии, или обоюдные забеги для того чтобы быть открытым в нужный момент.
6. Ядро (англ. The Core): Одна из самых главных особенностей, которую мы получили благодаря новому движку Fox Engine — движение футболистов, детализация форм, выражение лиц, стадионы… все это будет имитировать реальность. Теперь матч не будет прерываться короткими заставками (англ. cut scenes) после определённых событий. Также наши фанаты увидят изменения в плане пробивания штрафных ударов и пенальти с гораздо большей реакции со стороны защиты и более естественными чувствами.

PES 2014 впервые будет включать полностью лицензированную Asian Champions League, а также новые команды. Игра выйдет на PC, PlayStation 3, Xbox 360 и PSP в 2013 году.

## Системные требования
Минимальные системные требования:
- Операционная система: Windows XP SP3, Vista SP2, 7;
- Процессор: Intel Core 2 Duo 1,8 GHz или эквивалентный процессор AMD Athlon II X2 240 ;
- Оперативная: память: 1G RAM;
- Видеокарта: DirectX 9.0c совместимая, 512 MB RAM или выше;
- Жесткий Диск: 8G

Рекомендуемые системные требования:
- Операционная система: Windows Vista SP2, 7, 8;
- Процессор: Intel Core i3 530, процессор AMD Phenom II X4 925 или эквивалентный;
- Оперативная: память: 4G RAM;
- Видеокарта: DirectX 9.0c совместимая, 1024 MB RAM или выше;
- Жесткий Диск: 8G

## Отзывы
| Сводный рейтинг       | Сводный рейтинг                           |
| Агрегатор             | Оценка                                    |
| --------------------- | ----------------------------------------- |
| GameRankings          | (X360) 77,92 % (PS3) 79,48 % (PC) 70,00 % |
| Metacritic            | (X360) 80/100 (PS3) 78/100 (PC) 74/100    |
| Иноязычные издания    |                                           |
| Издание               | Оценка                                    |
| Eurogamer             | 9/10                                      |
| Game Informer         | 8,25/10                                   |
| GameSpot              | 6,0/10                                    |
| IGN                   | 8,4/10                                    |
| VideoGamer            | 9/10                                      |
| Русскоязычные издания |                                           |
| Издание               | Оценка                                    |
| Absolute Games        | 70 %                                      |

PES 2014 получила положительные отзывы, ПК-версия получила немного ниже оценки.